# 대니 덴종파
대니 덴종파(Danny Denzongpa, 1948년 2월 25일 ~ )는 인도의 배우이다.

## 출연 작품
- 티벳에서의 7년